# Leucania quadricuspidata
Leucania quadricuspidata är en fjärilsart som beskrevs av Hans Daniel Johan Wallengren 1856. Leucania quadricuspidata ingår i släktet Leucania och familjen nattflyn. Inga underarter finns listade i Catalogue of Life.